# Viaduc des Badioux
Le viaduc des Badioux est un pont à destination ferroviaire qui a été construit dans le cadre de la construction de la ligne de chemin de fer dite « la transcévenole » qui devait relier Le Puy (Haute-Loire) à Aubenas (Ardèche). Cette ligne n'ayant pas été achevée, le viaduc n'a jamais été mis en service.
Le viaduc des Badioux est situé dans la Haute-Loire, au lieu-dit Les Badioux, sur le territoire de la commune de Laussonne, près de Le Monastier-sur-Gazeille, centre touristique rendu célèbre par Robert-Louis Stevenson. Il franchit la Laussonne.

## Histoire
La construction a été dirigée par l'ingénieur des ponts et chaussées Paul Séjourné, dernier grand spécialiste des constructions en maçonnerie pour les chemins de fer.
Le viaduc, entièrement en arkose de Blavozy comporte 8 arches en plein cintre de 20 mètres d'ouverture.
L'ouvrage est presque terminé quand arrive à la compagnie PLM, le 9 octobre 1925, la décision ministérielle de ne réaliser que les interventions « strictement indispensables pour assurer la conservation des travaux exécutés à ce jour ». La section Le Monastier-Lavelade est déclassée en 1937, celle de Brives-Le Monastier en 1941.
Le viaduc a servi de décor dans un téléfilm intitulé Le Fou du viaduc avec Jacques Dufilho diffusé en 1982.

## Loisirs
Intégré dans un parcours touristique pédestre, équestre et VTT.